# Kazimierz Fabrycy
Kazimierz Fabrycy, poljski general, * 3. marec 1888, † 18. julij 1958.